# 白野槁树
白野槁树（学名：Litsea glutinosa var. brideliifolia）为樟科木姜子属下的一个变种。

## 扩展阅读
- 維基物種上的相關：白野槁树